# Diaclază
O Diaclază este un plan de discontinuitate mecanică într-o rocă – sau o crăpătură cu deschidere mică, ce se formează datorită compresiei și/sau răcirii

## Formare și evoluție
Formarea unei diaclaze este rezultatul unui stres tectonic redus, astfel că nu se asociază cu mișcări laterale în planul discontinuității și, părțile nu se deplasează una în raport cu cealaltă.
În raport cu factorul care determină apariția lor, diaclazele pot fi:
- tectonice - fracturi de tensiune ce apar secundar deformărilor asociate mișcărilor tectonice
- de răcire - apar datorită răcirii rocilor (cum se petrece – în mod particular de exemplu, la răcirea lavei)
- de descărcare - apar prin expandarea rocilor, secundară descărcării de compresiune asociate cu eroziunea

Deseori, este umplută de minerale precipitate din soluții (cum ar fi de exemplu calcitul sau, ghipsul), iar uneori poate fi lărgită sub acțiunea cursurilor de apă subterane, dacă s-a format – de exemplu, într-o rocă precum calcarul.
Într-o rocă, modalitatea de dispunere precum și densitatea diaclazelor definesc diaclazajul. Astfel diaclazele fi pot apărea fie izolate, fie – referitor la structura de ansamblu a unui complex de roci, formează sisteme cu direcție transversală sau oblică. Dacă în sedimente în raport cu planul sedimentării, sunt perpendiculare sau oblice, în unele roci cristaline și granite, sunt uzual curbe.